# Guillermo Campanal
Guillermo González del Río García, appelé aussi Campanal I ou Guillermo Campanal (né le 9 février 1912 à Avilés dans les Asturies et mort le 22 janvier 1984 à Séville) était un joueur et entraîneur de football espagnol.

## Biographie

### Club
Durant sa carrière, Campanal, surnommé El Gordo, évolue tout d'abord au Real Sporting de Gijon jusqu'en 1929, avant de rejoindre le club andalou du Séville FC. Il prend ensuite les rênes du club de Séville en tant qu'entraîneur une première fois entre 1949 et 1953, une seconde fois en 1957 puis en 1959. Il fait débuter son neveu Marcelino Campanal (Campanal II).

### International
Avec l'équipe d'Espagne, il est sélectionné pour jouer durant la coupe du monde 1934 en Italie, premier mondial du pays. Entre 1934 et 1941, il joue en tout trois matchs internationaux et inscrit deux buts.

## Palmarès
| Titre                    | Club       | Pays    | Année |
| ------------------------ | ---------- | ------- | ----- |
| Coupe d'Andalousie       | Séville FC | Espagne | 1930  |
| Coupe d'Andalousie       | Séville FC | Espagne | 1931  |
| Liga de Segunda División | Séville FC | Espagne | 1934  |
| Copa del Rey             | Séville FC | Espagne | 1935  |
| Coupe d'Andalousie       | Séville FC | Espagne | 1936  |
| Coupe d'Andalousie       | Séville FC | Espagne | 1939  |
| Copa del Rey             | Séville FC | Espagne | 1939  |
| Coupe d'Andalousie       | Séville FC | Espagne | 1940  |
| Liga de Primera División | Séville FC | Espagne | 1946  |